# Wahlkreis Blaenau Gwent (House of Commons)
Blaenau Gwent war ein Wahlkreis für die Wahlen zum britischen Unterhaus.

## Geschichte

### Frühere Wahlkreise
Zum heutigen Wahlkreis Blaenau Gwent gehören der größte Teil des früheren Wahlkreises von Aneurin Bevan sowie weitere Gebiete. Der Neuzuschnitt des Wahlkreises war durch das geringe oder sogar negative Bevölkerungswachstum nach den 1960er Jahren veranlasst. Der Wahlkreis entstand 1983, dreiundzwanzig Jahre nach Bevans Tod. Zu ihm gehören nun der obere Teil des früheren Wahlkreises Abertillery, die Stadt Brynmawr sowie Bevans alter Wahlkreis Ebbw Vale, allerdings ohne die Gemeinde Rhymney (früher der Rhymney Urban District).
Der damalige Vorsitzende der Labour Party Michael Foot, der die Nachwahl im alten Wahlkreis Ebbw Vale gewonnen hatte, wurde der erste Unterhausabgeordnete des neuen Wahlkreises Blaenau Gwent.

### Besonders hohe Wahlergebnisse für Labour
Bis 2006 zählte Blaenau Gwent zu den 20 Wahlkreisen, die für Labour sicher zu gewinnen waren. Bei den Unterhauswahlen 1983 und 1992 war es der sicherste Wahlkreis für Labour.
Bei der Unterhauswahl 2010 eroberte der Kandidat der Labour Party Nick Smith den Wahlkreis zurück, der zuvor von einem Unabhängigen gehalten worden war.

### Die Zeit der Unabhängigen
Bei der Unterhauswahl Unterhauswahl 2005 trat Peter Law, Mitglied des Senedd, als unabhängiger Kandidat an und gewann die Wahl. Er war mit der Labour Party in Streit geraten, als diese mit einem Parteibeschluss eine nur aus weiblichen Kandidaten bestehende Liste zuließ, da der Wahlkreis nach dem Rückzug von Llew Smith einen Nachfolger brauchte.
Law starb am 25. April 2006, daher erfolgte am 29. Juni eine Nachwahl für seinen Sitz im Unterhaus. Labour gelang es nicht, den Wahlkreis zurückzuerobern, die Wahl gewann vielmehr Dai Davies, der Wahlkampfmanager von Law gewesen war und dem es gelang, den Kandidaten von Labour Owen Smith zu besiegen. Dieser wurde später Abgeordneter für den Wahlkreis Pontypridd.

### Andere Parteien im Wahlkreis
Die Konservativen und die Liberaldemokraten haben im Wahlkreis stets nur geringe Erfolge erzielt. Von 1987 bis 2017 hat keine von ihnen mehr als 10 % erhalten. Die  Konservativen haben es nie geschafft, auch nur ein Achtel der abgegebenen Stimmen zu erhalten. 2015 gelang es ihnen allerdings, etwas unter 15 % der Stimmen zu bekommen und damit mehr als Plaid Cymru.

## Geografie
Die Grenzen des Wahlkreises stimmen mit denen des Blaenau Gwent County Borough überein. Die wichtigsten Städte sind  Ebbw Vale, Abertillery, Brynmawr und Tredegar.

## Abgeordnete
| Election      | Member       | Party                        |
| ------------- | ------------ | ---------------------------- |
| 1983          | Michael Foot | Labour                       |
| 1992          | Llew Smith   | Labour                       |
| 2005          | Peter Law    | unabhängig                   |
| 2006 Nachwahl | Dai Davies   | Blaenau Gwent People’s Voice |
| 2010          | Nick Smith   | Labour                       |

## Wahlen

### Die Wahlen in den 2010er Jahren
| Unterhauswahl 2017: Blaenau Gwent |                                 |                                 |         |       |         |
| Partei                            | Partei                          | Kandidat                        | Stimmen | %     | ±       |
|                                   | Labour                          | Nick Smith                      | 18.787  | 58,0  | 0,0     |
|                                   | Plaid Cymru                     | Nigel Copner                    | 6.880   | 21,2  | +12,2   |
|                                   | Conservative Party              | Tracey West                     | 4.783   | 14,8  | +4,0    |
|                                   | UKIP                            | Dennis May                      | 973     | 3,0   | −14,9 ▼ |
|                                   | unabhängig                      | Vicki Browning                  | 666     | 2,1   | n/a     |
|                                   | Liberaldemokraten               | Cameron Sullivan                | 295     | 0,9   | −1,0 ▼  |
| Mehrheit                          | Mehrheit                        | Mehrheit                        | 11.907  | 36,8  | −3,3 ▼  |
| Wahlbeteiligung                   | Wahlbeteiligung                 | Wahlbeteiligung                 | 32.419  | 63,28 |         |
|                                   | Wahlkreis von Labour verteidigt | Wahlkreis von Labour verteidigt | Swing   | 0,0   |         |

| Unterhauswahl 2015: Blaenau Gwent |                     |                     |         |      |        |
| Partei                            | Partei              | Kandidat            | Stimmen | %    | ±      |
|                                   | Labour              | Nick Smith          | 18.380  | 58,0 | +5,6   |
|                                   | UKIP                | Susan Boucher       | 5.677   | 17,9 | +16,4  |
|                                   | Conservative Party  | Tracey West         | 3.419   | 10,8 | +3,8   |
|                                   | Plaid Cymru         | Steffan Lewis       | 2.849   | 9,0  | +4,9   |
|                                   | Green               | Mark Pond           | 738     | 2,3  | Neu    |
|                                   | Liberaldemokraten   | Samuel Rees         | 620     | 2,0  | −8,2 ▼ |
| Mehrheit                          | Mehrheit            | Mehrheit            | 1.703   | 40,1 | +5,3   |
| Wahlbeteiligung                   | Wahlbeteiligung     | Wahlbeteiligung     | 31.683  | 61,7 | −0,1 ▼ |
|                                   | von Labour gehalten | von Labour gehalten | Swing   | −5,4 |        |

| Unterhauswahl 2010: Blaenau Gwent |                                                     |                                                     |         |       |         |
| Partei                            | Partei                                              | Kandidat                                            | Stimmen | %     | ±       |
|                                   | Labour                                              | Nick Smith                                          | 16.974  | 52,4  | +20,1   |
|                                   | Blaenau Gwent People’s Voice                        | Dai Davies                                          | 6.458   | 19,9  | −38,2 ▼ |
|                                   | Liberaldemokraten                                   | Matt Smith                                          | 3.285   | 10,1  | +5,9    |
|                                   | Konservative                                        | Liz Stevenson                                       | 2.265   | 7,0   | +4,7    |
|                                   | Plaid Cymru                                         | Rhodri Davies                                       | 1.333   | 4,1   | −2,4 ▼  |
|                                   | BNP                                                 | Anthony King                                        | 1.211   | 3,7   | N/A     |
|                                   | UKIP                                                | Michael Kocan                                       | 488     | 1,5   | +1,0    |
|                                   | Socialist Labour                                    | Alyson O’Connell                                    | 381     | 1,2   | +1,2    |
| Mehrheit                          | Mehrheit                                            | Mehrheit                                            | 10.516  | 32,5  |         |
| Wahlbeteiligung                   | Wahlbeteiligung                                     | Wahlbeteiligung                                     | 32.395  | 61,8  | −4,4 ▼  |
|                                   | von Labour erobert von Blaenau Gwent People’s Voice | von Labour erobert von Blaenau Gwent People’s Voice | Swing   | +29,2 |         |